# Smilovy Hory
Obec Smilovy Hory (německy Smiler Berg) se nachází v okrese Tábor, kraj Jihočeský. Žije zde 351 obyvatel.

## Historie
První písemná zmínka o obci pochází z roku 1334, kdy ves patřila Jakubovi z Hor. V obci bývala tvrz. Prvního února 1676 koupil Smilovy Hory, včetně vesnic Velký Ježov a Malý Ježov, Václav František Budkovský z Budkova, prodávajícími byli Jindřich Albrecht Šiška z Jamolice a Anna Ludmila Šišková rozená Vrchotická. Již následujícího roku, 17. srpna 1677, Budkovský Smilovy Hory opět prodal za 9500 zlatých rýnských opatovi Strahovského kláštera Jeronýmu Hirnheimovi. Premonstrátům pak patřily v následujícím období.

## Části obce
- Smilovy Hory
- Františkov
- Malý Ježov
- Obrátice
- Radostovice
- Stojslavice
- Velký Ježov

## Hospodářství
Areál ve Smilových Horách nabízí ubytování v turistické ubytovně a penzionu. Penzion nabízí 21 lůžek a ubytovna 28 lůžek.[zdroj?]

## Kultura
První neděli po 15. červenci se zde koná pouť.

## Doprava
Autobusové spojení je ve směru do Mladé Vožice a do Pacova.

## Osobnosti
- Vojtěch Raňkův z Ježova

## Kulturní památky
- Kostel Rozeslání svatých Apoštolů, založen ve 14. století v gotickém stylu, upravován v barokním a v empirovém stylu[6]
- Venkovská usedlost čp. 34[6]

## Galerie

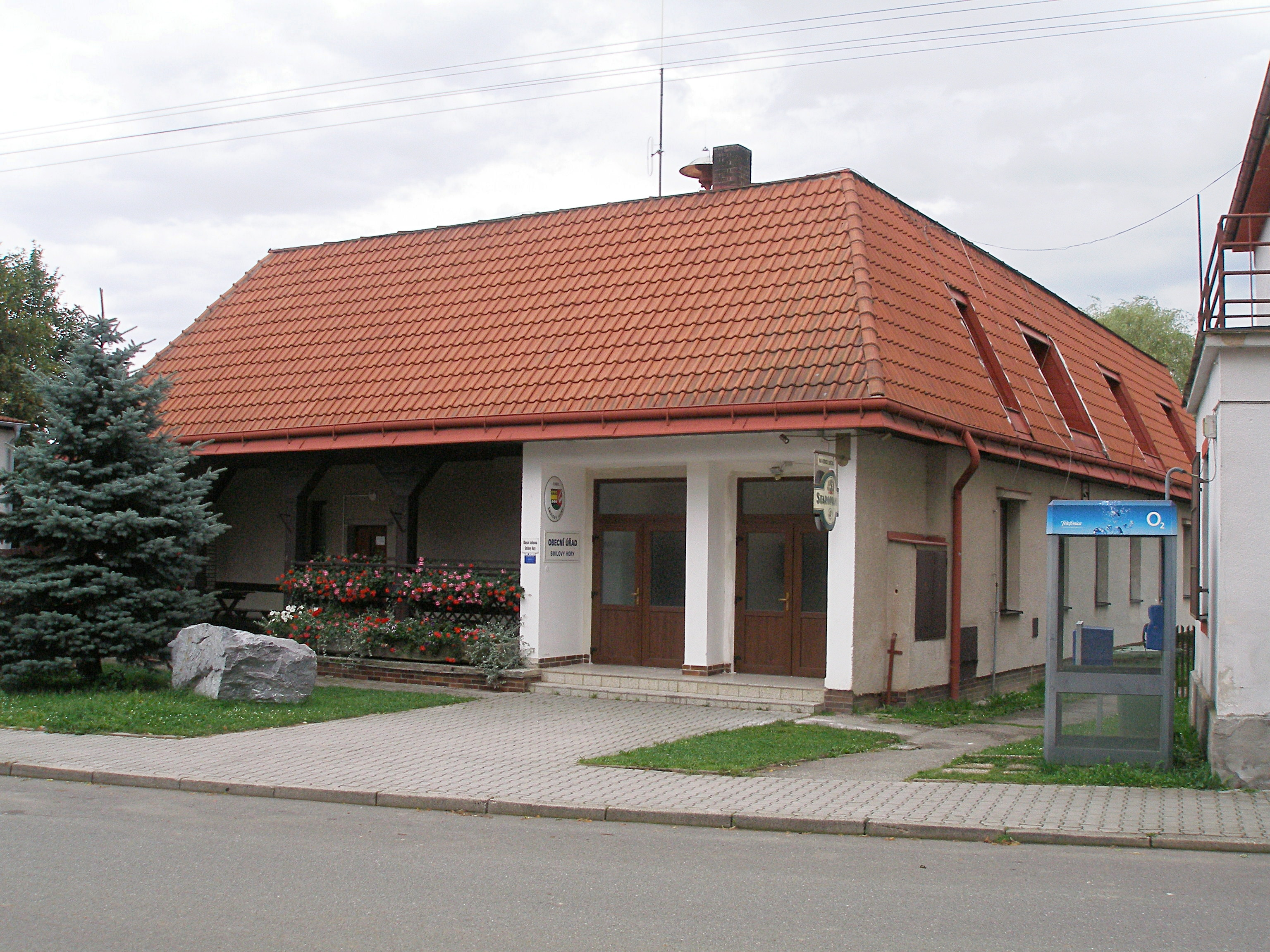
Obecní úřad
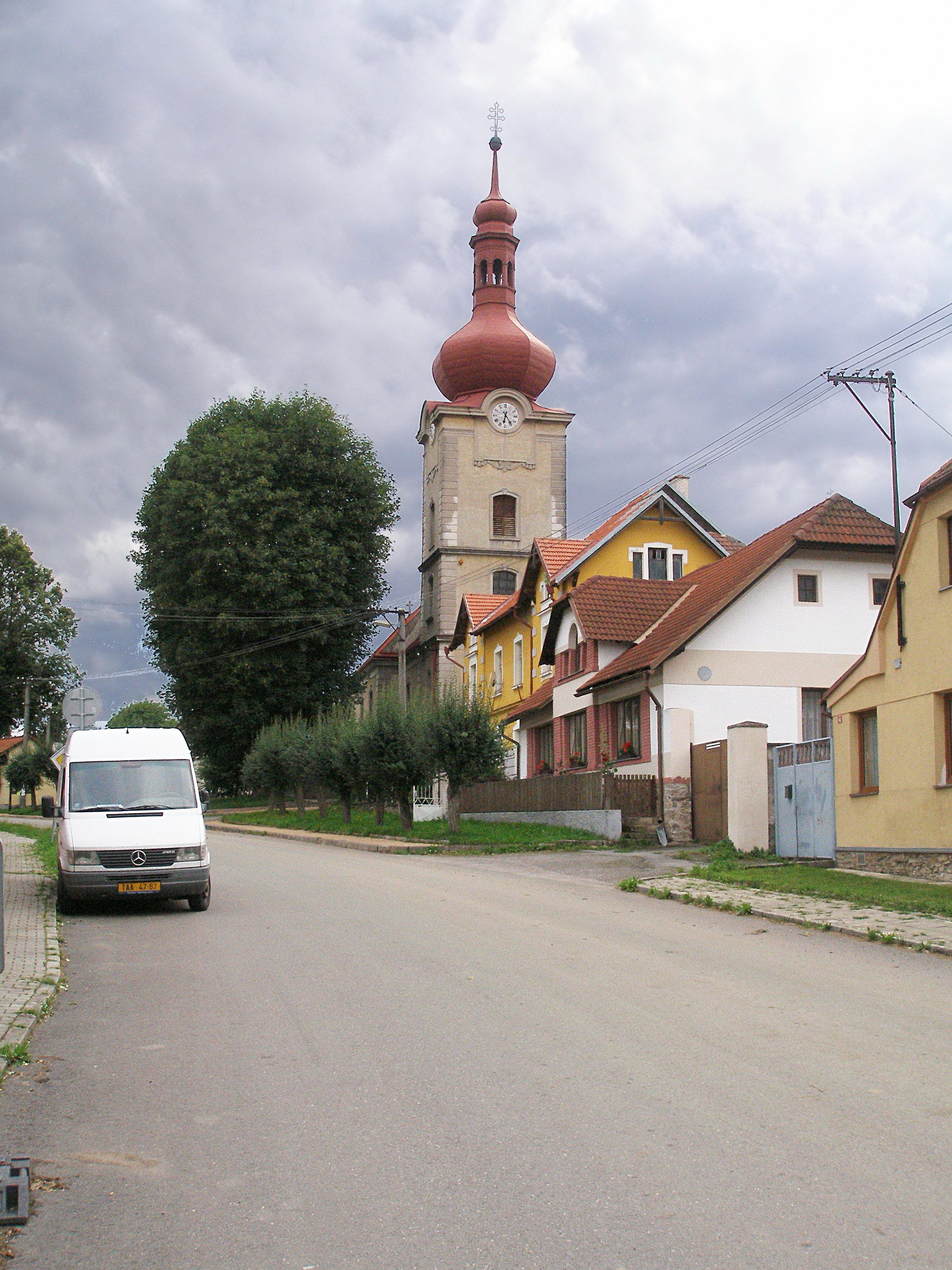
Hlavní ulice
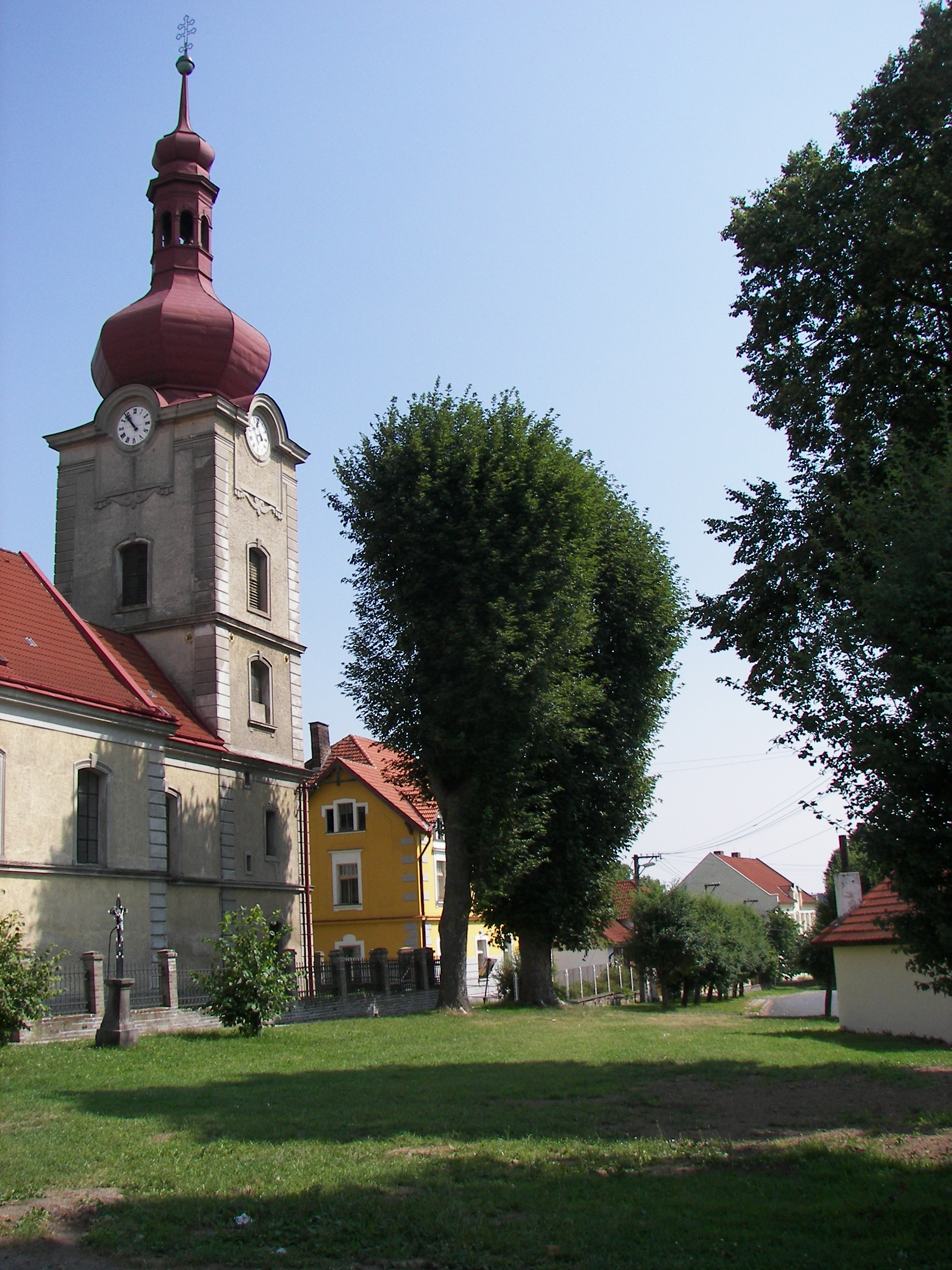
Kostel
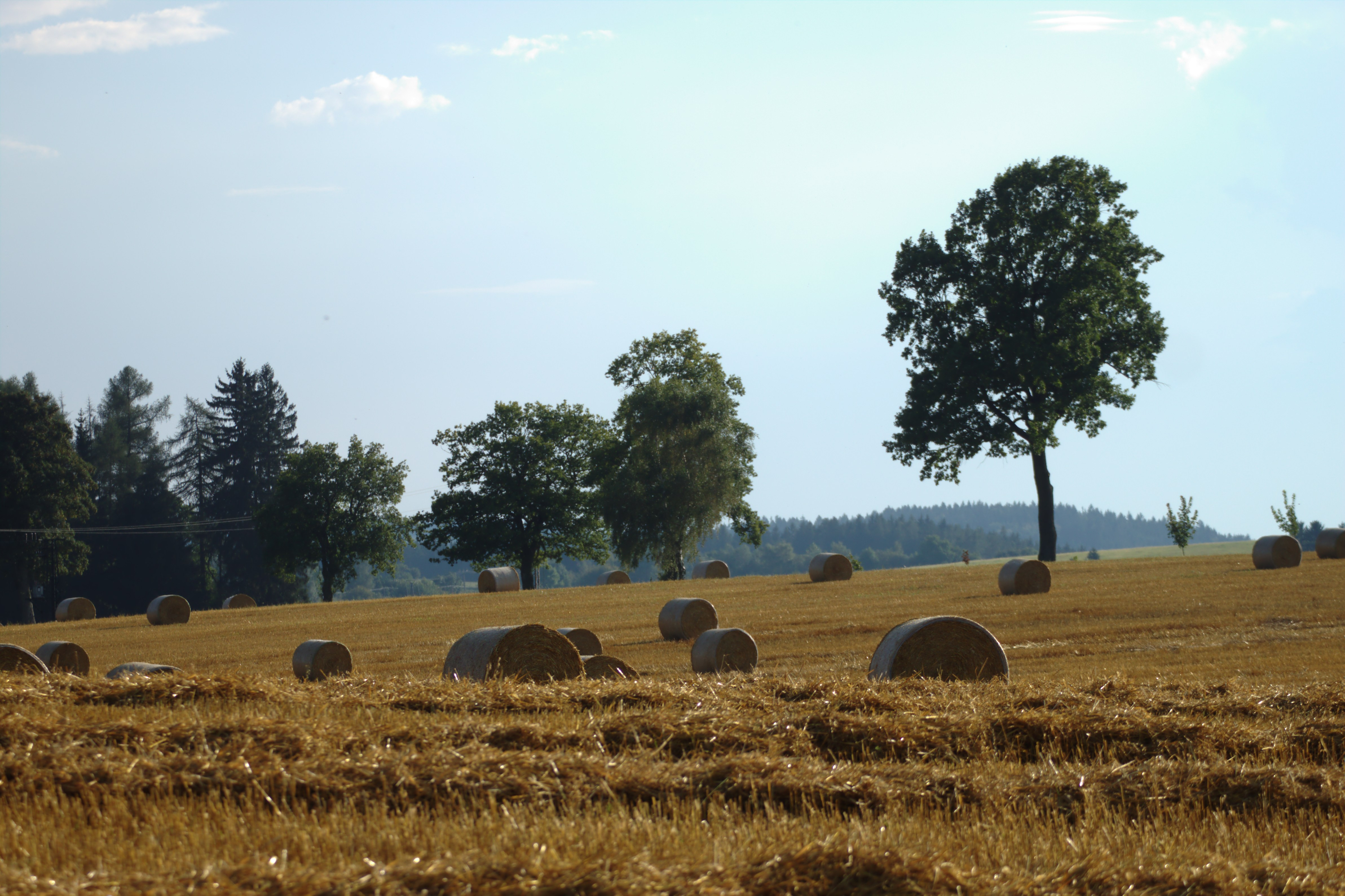
Pole u Smilových Hor
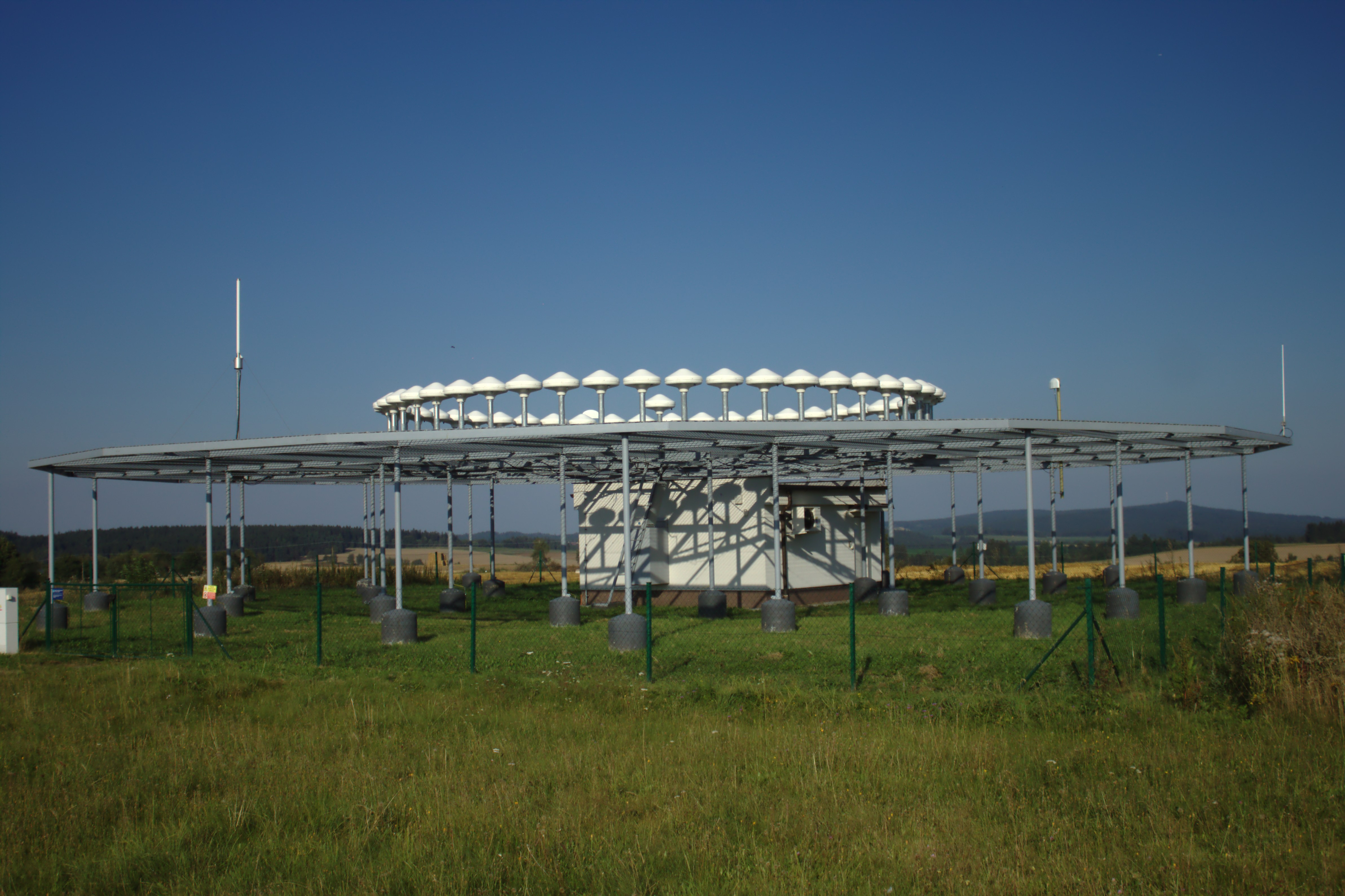
Radar
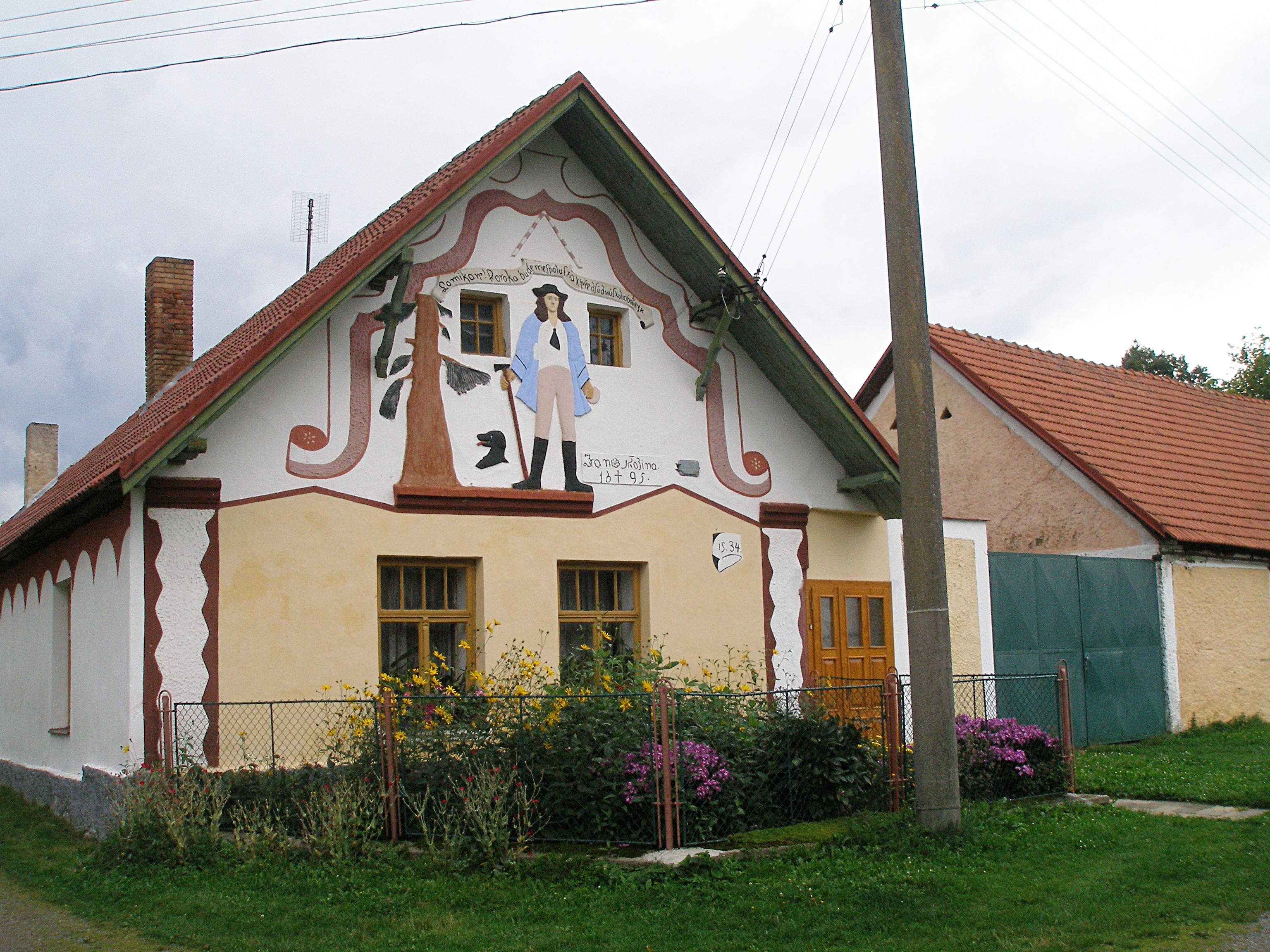
Dům čp. 34